# Grande Prêmio da França de 1996
Resultados do Grande Prêmio da França de Fórmula 1 realizado em Magny-Cours em 30 de junho de 1996. Nona etapa da temporada, teve como vencedor o britânico Damon Hill, que subiu ao pódio junto a Jacques Villeneuve numa dobradinha da Williams-Renault, com Jean Alesi em terceiro pela Benetton-Renault.

## Relatório da prova

### Treinos oficiais
Inserida no mapa da Fórmula 1 após catorze edições do Grande Prêmio da França em Paul Ricard, Magny-Cours assistiu a um fato histórico, pois tão logo Michael Schumacher obteve a pole position caiu por terra uma escrita vigente desde 1991: a de que apenas pilotos do conjunto Williams-Renault conquistavam a posição de honra nesse circuito, façanha que neste ano de 1996 impediu a quarta pole consecutiva de Damon Hill nessa pista por sessenta e nove centésimos de segundo. A Ferrari estava em festa.
A imagem do fim de semana, contudo, foi o espantoso acidente sofrido por Jacques Villeneuve que, após registrar o sexto melhor tempo, estava acima de 200 km/h na Curva do Estoril quando escapou em alta velocidade ao exceder o perímetro de uma zebra e colidiu violentamente com a barreira de pneus retorcendo a lateral esquerda de sua Williams. Lançado de volta à pista, Villeneuve quase foi abalroado pela McLaren de David Coulthard. Diante disso, o treino foi suspenso durante meia hora e embora o canadense tenha retornado ao asfalto no carro reserva, a tabela de classificação não mudou.

### Sobre a corrida
Um domingo que começou ruim para a Ferrari quando Eddie Irvine (que largaria em décimo) teve os tempos cassados por irregularidades no carro, ficou ainda pior quando o motor de Michael Schumacher virou fumaça durante a volta de apresentação. Foi a única não-largada do alemão na categoria e cinco giros mais tarde, Irvine deixou a pista devido ao câmbio.
Com espaço de sobra à sua frente, Hill assumiu a liderança trazendo consigo Alesi, Häkkinen, Villeneuve, Berger e Brundle numa procissão que durou vinte e uma voltas quando o francês da Benetton foi aos boxes. Pouco depois veio Berger e na vigésima sexta volta Hill e Häkkinen seguiram rumo ao pit lane e entregaram a liderança a Villeneuve por um curto período, mas quando o canadense fez sua parada a primeira posição retornou ao colo de Hill que estava adiante de Alesi, Villeneuve, Häkkinen, Berger e Coulthard. Ante o bom rendimento de seu carro, Hill seguia tranquilo enquanto Villeneuve subiu à vice-liderança ao superar Alesi na metade da prova. Em pouco tempo os competidores atenderam ao segundo momento de pit stops, mas mesmo assim os carros da Williams conservaram suas posições com Hill sustentando onze segundos em relação ao seu companheiro de equipe. Por outro lado, a disputa entre os corredores da Benetton mostrava um cenário onde Alesi era perseguido à curta distância por Berger enquanto a McLaren veio a seguir com Häkkinen e Coulthard.
A ordem dos seis primeiros descrita acima permaneceu inalterada até o fim da prova e assim a Williams conseguiu mais uma dobradinha e, além disso, foi a terceira vez no ano que Damon Hill, Jacques Villeneuve e Jean Alesi subiram ao pódio (onde encontraram o controverso dirigente Jean-Marie Balestre), nessa ordem. Quanto ao campeonato, a vantagem de Hill sobre seu companheiro de equipe atingiu o recorde de 25 pontos, o que obriga Villeneuve a descontar quatro pontos em cada uma das sete etapas que faltam até o fim do campeonato para conquistar o título.
Primeiro Grande Prêmio da França disputado em junho desde 1980 e também o primeiro disputado fora do mês de julho desde 1984. Foi também a primeira vez desde o Grande Prêmio da Grã-Bretanha de 1987 que os quatro primeiros colocados utilizavam um mesmo motor.

## Classificação da prova

### Treino oficial
| Pos.                      | Nº | Piloto                | Construtor          | Tempo    | Diferença |
| ------------------------- | -- | --------------------- | ------------------- | -------- | --------- |
| 1                         | 1  | Michael Schumacher    | Ferrari             | 1:15.989 |           |
| 2                         | 5  | Damon Hill            | Williams-Renault    | 1:16.058 | + 0.069   |
| 3                         | 3  | Jean Alesi            | Benetton-Renault    | 1:16.310 | + 0.321   |
| 4                         | 4  | Gerhard Berger        | Benetton-Renault    | 1:16.592 | + 0.603   |
| 5                         | 7  | Mika Häkkinen         | McLaren-Mercedes    | 1:16.634 | + 0.645   |
| 6                         | 6  | Jacques Villeneuve    | Williams-Renault    | 1:16.905 | + 0.916   |
| 7                         | 8  | David Coulthard       | McLaren-Mercedes    | 1:17.007 | + 1.018   |
| 8                         | 12 | Martin Brundle        | Jordan-Peugeot      | 1:17.187 | + 1.332   |
| 9                         | 9  | Olivier Panis         | Ligier-Mugen/Honda  | 1:17.390 | + 1.401   |
| 10                        | 11 | Rubens Barrichello    | Jordan-Peugeot      | 1:17.665 | + 1.676   |
| 11                        | 10 | Pedro Paulo Diniz     | Ligier- Mugen/Honda | 1:17.676 | + 1.687   |
| 12                        | 15 | Heinz-Harald Frentzen | Sauber-Ford         | 1:17.739 | + 1.750   |
| 13                        | 19 | Mika Salo             | Tyrrell-Yamaha      | 1:18.021 | + 2.032   |
| 14                        | 18 | Ukyo Katayama         | Tyrrell-Yamaha      | 1:18.242 | + 2.253   |
| 15                        | 17 | Jos Verstappen        | Footwork-Hart       | 1:18.324 | + 2.335   |
| 16                        | 14 | Johnny Herbert        | Sauber-Ford         | 1:18.556 | + 2.567   |
| 17                        | 21 | Giancarlo Fisichella  | Minardi-Ford        | 1:18.604 | + 2.615   |
| 18                        | 20 | Pedro Lamy            | Minardi-Ford        | 1:19.210 | + 3.221   |
| 19                        | 16 | Ricardo Rosset        | Footwork-Hart       | 1:19.242 | + 3.253   |
| 20                        | 22 | Luca Badoer           | Forti-Ford          | 1:20.562 | + 4.573   |
| 21                        | 23 | Andrea Montermini     | Forti-Ford          | 1:20.647 | + 4.658   |
| Limite dos 107%: 1:21.308 |    |                       |                     |          |           |
| 22                        | 2  | Eddie Irvine          | Ferrari             |          |           |
| Fonte:                    |    |                       |                     |          |           |

### Corrida
| Pos.   | Nº | Piloto                | Construtor         | Voltas | Tempo/Diferença        | Grid | Pontos     |
| ------ | -- | --------------------- | ------------------ | ------ | ---------------------- | ---- | ---------- |
| 1      | 5  | Damon Hill            | Williams-Renault   | 72     | 1:36:28.795            | 2    | 10         |
| 2      | 6  | Jacques Villeneuve    | Williams-Renault   | 72     | + 8.127                | 6    | 6          |
| 3      | 3  | Jean Alesi            | Benetton-Renault   | 72     | + 46.442               | 3    | 4          |
| 4      | 4  | Gerhard Berger        | Benetton-Renault   | 72     | + 46.859               | 4    | 3          |
| 5      | 7  | Mika Häkkinen         | McLaren-Mercedes   | 72     | + 1:02.774             | 5    | 2          |
| 6      | 8  | David Coulthard       | McLaren-Mercedes   | 71     | + 1 volta              | 7    | 1          |
| 7      | 9  | Olivier Panis         | Ligier-Mugen/Honda | 71     | + 1 volta              | 9    |            |
| 8      | 12 | Martin Brundle        | Jordan-Peugeot     | 71     | + 1 volta              | 8    |            |
| 9      | 11 | Rubens Barrichello    | Jordan-Peugeot     | 71     | + 1 volta              | 10   |            |
| 10     | 19 | Mika Salo             | Tyrrell-Yamaha     | 70     | + 2 voltas             | 13   |            |
| 11     | 16 | Ricardo Rosset        | Footwork-Hart      | 69     | + 3 voltas             | 19   |            |
| 12     | 20 | Pedro Lamy            | Minardi-Ford       | 69     | + 3 voltas             | 18   |            |
| DSQ    | 14 | Johnny Herbert        | Sauber-Ford        | 70     | Desclassificado        | 16   | [ nota 3 ] |
| Ret    | 15 | Heinz-Harald Frentzen | Sauber-Ford        | 56     | Regulador              | 12   |            |
| Ret    | 18 | Ukyo Katayama         | Tyrrell-Yamaha     | 33     | Motor                  | 14   |            |
| Ret    | 22 | Luca Badoer           | Forti-Ford         | 29     | Sistema de combustível | 20   |            |
| Ret    | 10 | Pedro Paulo Diniz     | Ligier-Mugen/Honda | 28     | Motor                  | 11   |            |
| Ret    | 17 | Jos Verstappen        | Footwork-Hart      | 10     | Direção                | 15   |            |
| Ret    | 2  | Eddie Irvine          | Ferrari            | 5      | Câmbio                 | 22   |            |
| Ret    | 21 | Giancarlo Fisichella  | Minardi-Ford       | 2      | Bomba de combustível   | 17   |            |
| Ret    | 23 | Andrea Montermini     | Forti-Ford         | 2      | Pane elétrica          | 21   |            |
| DNS    | 1  | Michael Schumacher    | Ferrari            | 0      | Motor                  | 1    |            |
| Fonte: |    |                       |                    |        |                        |      |            |

## Tabela do campeonato após a corrida
| Pos. | Piloto             | Pontos |
| ---- | ------------------ | ------ |
| 1    | Damon Hill         | 63     |
| 2    | Jacques Villeneuve | 38     |
| 3    | Michael Schumacher | 26     |
| 4    | Jean Alesi         | 25     |
| 5    | David Coulthard    | 14     |

| Pos. | Construtor         | Pontos |
| ---- | ------------------ | ------ |
| 1    | Williams-Renault   | 101    |
| 2    | Benetton-Renault   | 35     |
| 3    | Ferrari            | 35     |
| 4    | McLaren-Mercedes   | 26     |
| 5    | Ligier-Mugen/Honda | 12     |

- Nota: Somente as primeiras cinco posições estão listadas.